# Kordian Józef Zamorski
Kordian Józef Zamorski, poljski general, * 1. april 1890, † 19. december 1983.